# Seon
Seon é uma comuna da Suíça, no Cantão Argóvia, com cerca de 4.561 habitantes. Estende-se por uma área de 9,61 km², de densidade populacional de 475 hab/km². Confina com as seguintes comunas: Dürrenäsch, Egliswil, Gränichen, Hallwil, Lenzburg, Schafisheim, Seengen, Staufen, Teufenthal.
A língua oficial nesta comuna é o Alemão.